# Libyan Airways
Libyan Airways (in arabo الخطوط الجوية الليبية‎?, al-Khutut al-Jawiyah al-Libiyah), precedentemente nota come Libyan Arab Airlines, è la compagnia aerea di bandiera della Libia. L'hub principale della compagnia è situato presso l'Aeroporto di Tripoli. Libyan Airways è membro della Arab Air Carriers Organization. A meno che non operi in wet lease, la compagnia aerea fa parte della lista dei vettori aerei soggetti a divieto operativo nell'Unione europea, pertanto non può volare nel suo spazio aereo. La compagnia opera servizi di linea passeggeri e merci in Libia, Nord Africa e Medio Oriente.

## Storia

### I primi anni
Libyan Airways fu fondata nel settembre 1964, quando la Kingdom of Libya Airlines fu istituita in conformità con la legge n. 22. La compagnia era di proprietà del governo, con un investimento iniziale di 2 milioni di dinari libici. Iniziò le operazioni nell'agosto 1965, volando su rotte regionali con dei Sud Aviation Caravelle. Dopo l'avvio dei servizi sulla rotta Tripoli-Bengasi da parte della compagnia, il governo impedì alle compagnie straniere di operare sulla stessa rotta, al fine di consentire alla compagnia aerea di espandersi. Inglobando le operazioni di "Libavia" e "United Libya Airlines", i voli internazionali che partivano da Bengasi e Tripoli iniziarono nell'ottobre 1965, servendo inizialmente Atene, Il Cairo, Londra, Malta, Parigi, Roma e Tunisi.
Inizialmente, Air France fornì assistenza tecnica alla compagnia, KLM gestì le vendite e le prenotazioni mentre la British Overseas Airways Corporation (BOAC) si occupò del traffico aereo, delle finanze e delle comunicazioni. Nel marzo 1966, la compagnia aerea e Aero Trasporti Italiani (ATI) stipularono un accordo per il leasing di alcuni aerei Fokker F27 per coprire rotte a corto raggio, con l'accordo che entrò in vigore il 15 giugno dello stesso anno. Un terzo Caravelle fu ordinato nel 1968. Quell'anno, Trans World Airlines (TWA) effettuò uno studio per aumentare la produttività della compagnia aerea, concludendo che operare con cinque aerei a reazione trimotori da 138 posti e quattro aerei a elica da 60 posti sarebbe stata la scelta più adatta. Il rapporto concluse che il leasing dei Fokker F27 turboelica era troppo costoso e la compagnia decise di acquisire due nuovi aerei da Fokker nel 1969. Per quanto riguarda gli aerei a reazione, il Boeing 727 e il Trident erano le uniche opzioni.

### Dalla rivoluzione libica (1969) alla guerra civile libica (2011)

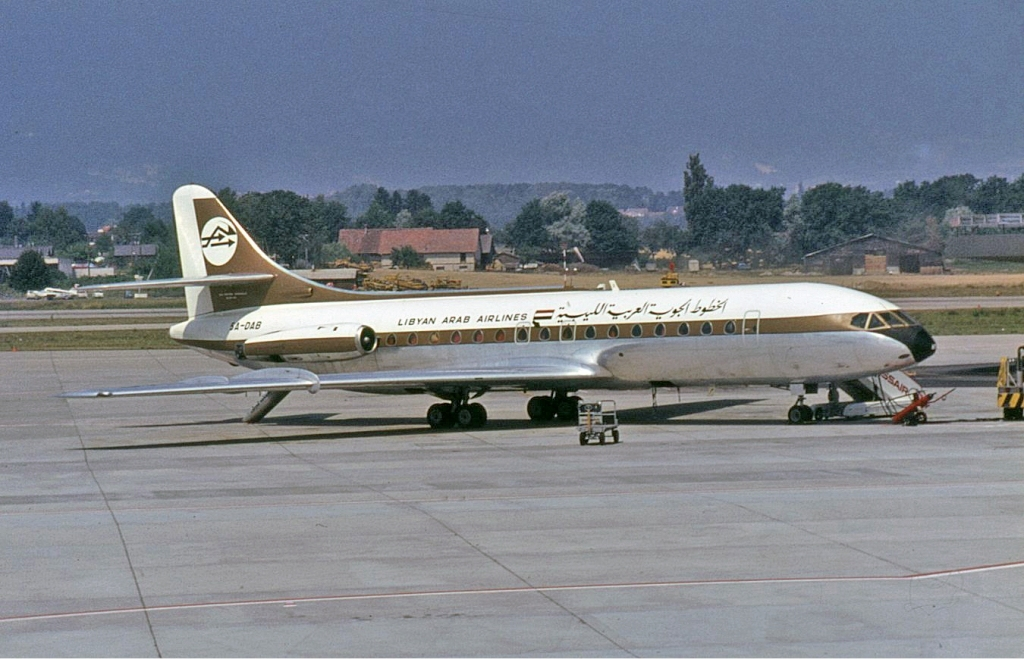
Un ex Sud Aviation Caravelle della compagnia all'Aeroporto di Ginevra-Cointrin nel 1971

In seguito al Colpo di Stato in Libia del 1969, la compagnia fu rinominata Libyan Arab Airlines il 1 settembre dello stesso anno. La compagnia sospese le sue operazioni per due settimane dopo il colpo di Stato. Con Beirut e Ginevra già parte della rete di rotte a marzo 1970, nove destinazioni internazionali erano già servite.  Nell'agosto 1970, Libyan Arab Airlines ordinò due Boeing 727-200 per 14 milioni di dollari. Questi due aerei entrarono a far parte della flotta nel maggio 1971, insieme ad altri tre Caravelle e due Fokker F27. Altri sei Fokker F27 furono acquistati nell'aprile del 1974, e nel maggio dello stesso anno furono ordinati altri tre Boeing 727-200, destinati a sostituire i Caravelle. Nel 1975, Libyan Arab Airlines divenne l'unico operatore nel paese. Inoltre, il governo si impegnò ad azzerare i debiti con la compagnia su base mensile e a compensare eventuali perdite subite dalla compagnia aerea. Sempre nel 1975, furono consegnati i sei Fokker F27 ordinati l'anno precedente e i tre Boeing 727-200 che furono incorporati nella flotta. Nell'aprile del 1976, la flotta contava 12 aerei, tra cui quattro Boeing 727-200, quattro Fokker F27-600, due Fokker F27-400 e due Dassault Falcon 20; un Boeing 727-200 e un Boeing 737 erano in attesa di consegna. Altri due Boeing 727-200 furono consegnati nel maggio del 1976; nell'agosto dello stesso anno, il vettore ricevette in consegna un Boeing 707 da utilizzare per conto del governo libico. La compagnia contava 1.800 dipendenti nell'aprile del 1977; in quel periodo venivano operati voli passeggeri e cargo che partivano da Bengasi, Tripoli e Sebha verso Atene, Algeri, Beirut, Il Cairo, Casablanca, Damasco, Jeddah, Khartoum, Londra, Malta, Parigi, Roma, Tunisi e Zurigo. Nello stesso anno furono avviate le rotte Tripoli-Francoforte-Atene-Tunisi-Casablanca e Bengasi-Roma-Londra.

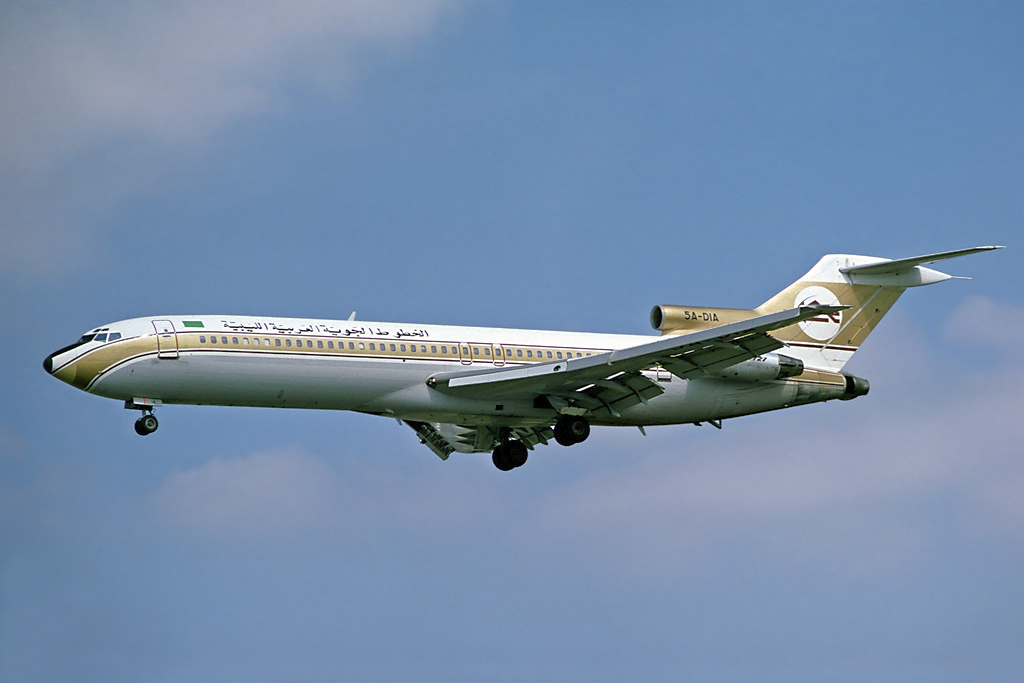
Un ex Boeing 727-200 della compagnia all'Aeroporto di Londra-Heathrow nel 1978. Questo stesso aeromobile andò distrutto nel 1992 nell'incidente del Volo Libyan Arab Airlines 1103

L'incorporamento in flotta di due Boeing 727-200, la cui consegna era prevista per giugno e luglio 1978, fu bloccata a causa dei sospetti da parte del governo degli Stati Uniti che il governo libico stesse sostenendo delle attività legate al terrorismo. Nonostante il Dipartimento di Stato americano avesse inizialmente autorizzato l'acquisizione di tre Boeing 747 e due Boeing 727 nel marzo dell'anno successivo, la consegna fu comunque bloccata a metà del 1979 per timore che il governo libico utilizzasse quegli stessi aerei per trasportare materiale e personale militare, poiché vi erano sospetti che la Libia avesse avuto un ruolo nella deposizione del governo di Idi Amin in Uganda. Sempre nel 1979, fu istituita una sussidiaria cargo denominata "Libyan Arab Air Cargo". Nel corso dello stesso anno, Madrid, Mosca, Sofia e Varsavia furono incluse nell'elenco delle destinazioni della compagnia.
Nella prima metà degli anni 80, il numero di dipendenti era aumentato a 2.500 e Amman, Belgrado, Cotonou, Istanbul e Niamey furono aggiunte alla rete di rotte; nello stesso anno, Karachi fu aggiunta alle destinazioni. Nel maggio 1981, Libyan Arab Airlines ordinò otto Fokker F27-600 da 44 posti in un accordo del valore di oltre 17 milioni di sterline. Dieci Airbus A300 e quattro Airbus A310, furono ordinati nell'ottobre dello stesso anno. A quel tempo, gli Airbus erano equipaggiati con motori General Electric (GE) o Pratt & Whitney (P&W), ma la compagnia ordinò dei motori Rolls-Royce per alimentarli, cosa che non era mai stata fatta prima, poiché i primi due modelli erano prodotti negli Stati Uniti ed era in vigore il divieto di fornire alla Libia tecnologia aerea che avrebbe potuto avere usi militari. L'ordine fu in parte annullato da Airbus, poiché né GE né P&W avrebbero fornito i motori per i quattro Airbus A310 ordinati.

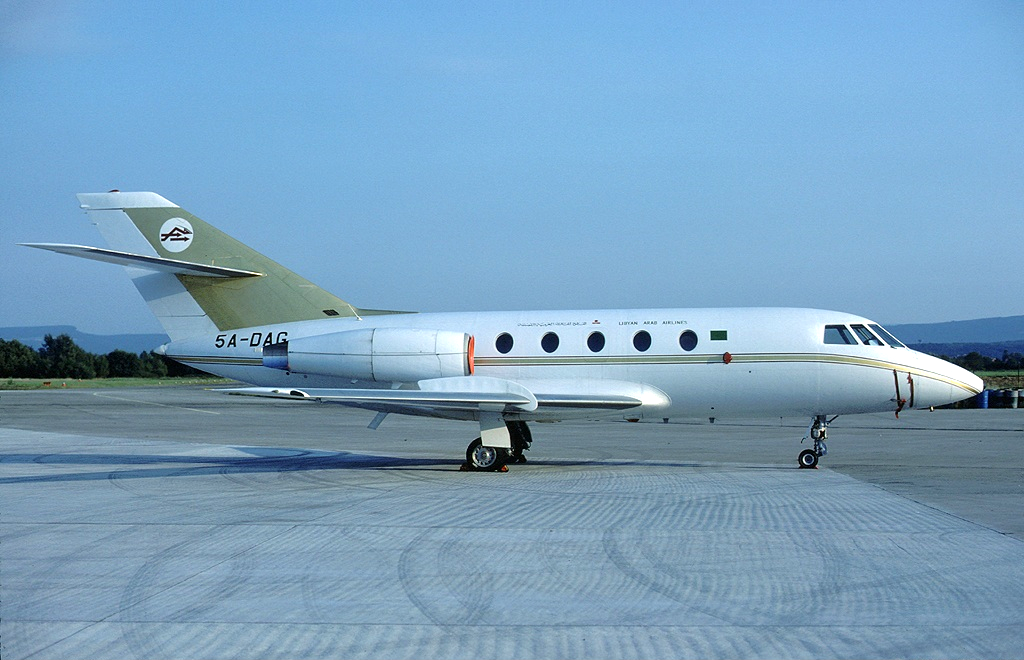
Un ex Dassault Falcon 20 della compagnia all'Aeroporto di Basilea nel 1981

La compagnia era riuscita ad acquistare un certo numero di vecchi aerei di fabbricazione statunitense, tra cui dei Boeing 707 e dei Douglas DC-8, dal 1979; molti di essi furono cannibalizzati per pezzi di ricambio o venduti. Tre Fokker F28-4000 furono acquistati da Fokker nel 1984. Nel marzo 1985, la flotta era composta da quattro Boeing 707 dieci Boeing 727-200, 17 Fokker F27 e tre Fokker F28-4000. A quel tempo, il numero di dipendenti era di 4.500; le destinazioni servite includevano Algeri, Amman, Amsterdam, Atene, Belgrado, Bengasi, Bucarest, Casablanca, Damasco, Francoforte, Istanbul, Jeddah, Karachi, Al Kuwait, Larnaca, Londra, Madrid, Malta, Milano, Mosca, Parigi, Roma, Sebha, Sfax, Sofia, Tripoli, Tunisi, Vienna, Varsavia e Zurigo, assieme a un'ampia rete di voli nazionali. Tuttavia, la compagnia dovette rimuovere la maggior parte dei suoi servizi internazionali quell'anno a causa di un embargo statunitense imposto al paese. Nel 1986, altri sei Fokker F27-600 furono introdotti nella flotta. Durante l'anno, la compagnia riuscì a eludere l'embargo economico statunitense contro il paese quando il vettore acquisì, tramite delle società intermediarie, degli ex Airbus A310 con motori GE della "British Caledonian" per 105 milioni di dollari. A causa della mancanza di pezzi di ricambio e dell'incapacità di Libyan Airways di riparare i motori GE, la compagnia vendette questi due aerei ad Air Algérie nel 1987; in pratica, gli aerei non furono venduti ma noleggiati, e la compagnia aerea algerina avrebbe operato questi due aerei per conto di Libyan Airways, ma in seguito revocarono la loro decisione a causa delle preoccupazioni che gli Stati Uniti avrebbero preso provvedimenti contro Air Algérie, di conseguenza i due A310 furono restituiti a Libyan Airways. Infine, "British Caledonian" fu multata per 1 milione di dollari (600.000 sterline) per il suo coinvolgimento nell'accordo, e Libyan Airways tenne entrambi gli aerei, con Swissair che addestrò gli equipaggi libici per pilotarli. Impossibilitata a ordinare aerei di fabbricazione occidentale, la compagnia aerea passò a costruttori sovietici, ordinando tre Tupolev Tu-154 nel 1989.
Nel marzo 1990, la flotta era composta da cinque Boeing 707, dieci Boeing 727-200, tre Fokker F28-4000, 16 Fokker F27, quattro Lockheed L-100 Hercules, 21 Ilyushin Il-76 e cinque De Havilland Canada DHC-6 Twin Otter. Un altro inconveniente colpì la compagnia aerea in seguito alla risoluzione 748 del Consiglio di sicurezza delle Nazioni Unite del marzo 1992, adottata come conseguenza del presunto sostegno del governo libico ai terroristi responsabili degli attentati del volo Pan Am 103 e del volo UTA 772. La risoluzione prevedeva l'imposizione di un embargo commerciale alla Libia, che includeva la fornitura di nuovi aerei o pezzi di ricambio che avrebbero potuto potenzialmente incrementare la capacità militare del paese, e a Libyan Airways fu negato qualsiasi diritto di atterraggio o sorvolo di paesi terzi. Di conseguenza, tutti i voli internazionali furono interrotti.
Nell'aprile del 1999, le sanzioni contro il paese furono revocate. Ciò seguì alla consegna da parte della Libia di due uomini sospettati di essere coinvolti nell'attentato di Lockerbie. Destinata a sostituire una flotta obsoleta di Boeing 707, 727 e Fokker F27, una lettera d'intenti del valore di 1,5 miliardi di dollari fu firmata con Airbus nell'ottobre di quell'anno; includeva Airbus A320, A330 e A340. Il fatto che questi aerei avessero parti prodotte negli Stati Uniti impedì ancora una volta che l'accordo fosse confermato poiché un embargo commerciale sul paese, imposto nel 1983, era ancora in vigore, e Libyan Airways cercò produttori alternativi per acquisire nuovi aerei per il riallestimento della flotta. Nel frattempo, un Airbus A310 in leasing da Air Djibouti permise alla compagnia di espandere i servizi verso il Medio Oriente e il Nord Africa, gli Airbus A320 furono noleggiati da Transaero. Amman divenne la prima destinazione non nazionale ad essere nuovamente servita. La flotta e la rete di rotte si espansero ulteriormente quando il vettore regionale "Jamahiriya Air Transport" fu incorporato in Lybian Airways nel 2001. La compagnia segue una politica di espansione, che si concentra sui clienti business e turistici europei. Destinazioni di recente introduzione come Milano, Ankara, Atene e Madrid hanno portato a una rete di rotte simile a quella offerta prima dell'embargo commerciale del 1992.

### Dalla guerra civile libica in poi

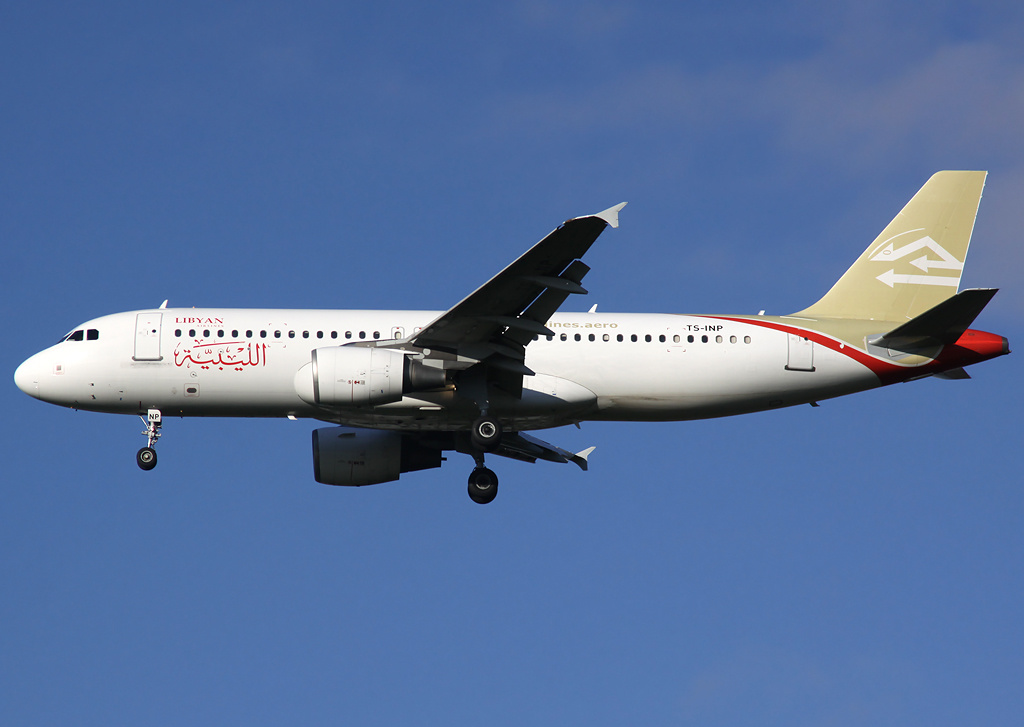
Un Airbus A320-200 registrato in Tunisia con la livrea di Libyan Airways all'aeroporto di Manchester nel 2012. La compagnia ha preso in leasing questo tipo di aereo da Nouvelair per servire destinazioni europee durante il divieto.

A seguito della guerra civile in Libia e della conseguente no-fly zone sul paese imposta dalla NATO in conformità con la risoluzione 1973 del Consiglio di sicurezza delle Nazioni Unite, tutte le operazioni di volo della Libyan Airlines sono state interrotte il 17 marzo 2011. La compagnia ha ripreso le operazioni nell'ottobre dello stesso anno volando sulla rotta Tripoli-Il Cairo.
Nell'aprile 2012, Libyan Airways è stata colpita dal divieto imposto dall'Unione Europea (UE) a tutti i vettori con un certificato di operatore rilasciato in Libia di volare nei paesi membri. La compagnia è stata rimossa dall'elenco dei vettori aerei vietati nell'UE nel dicembre dello stesso anno, così come dall'elenco successivo pubblicato nel luglio 2013. Nonostante ciò, a partire da luglio 2013 Libyan Airways ha servito il mercato europeo con aeromobili in wet lease a causa dell'Autorità per l'aviazione civile libica (LYCAA) che ha optato volontariamente per un divieto fino a quando gli equipaggi libici non saranno nuovamente certificati. Il divieto volontario continuò fino al 2014. Nessun vettore libico è stato incluso nella versione di dicembre 2013 dell'elenco delle compagnie aeree vietate nell'UE. Nonostante le informazioni riguardanti il mancato rispetto da parte di LYCAA degli standard di sicurezza internazionali che potrebbero portare a un divieto effettivo, a marzo 2014 un accordo tra le autorità libiche e l'UE per revocare il divieto sembrava plausibile e avrebbe dovuto entrare in vigore entro la metà del 2014. Tuttavia, a dicembre di quell'anno tutti i vettori aerei con un certificato di operatore rilasciato in Libia sono stati banditi o sottoposti a restrizioni nelle loro operazioni nello spazio aereo europeo.

## Flotta

### Flotta attuale

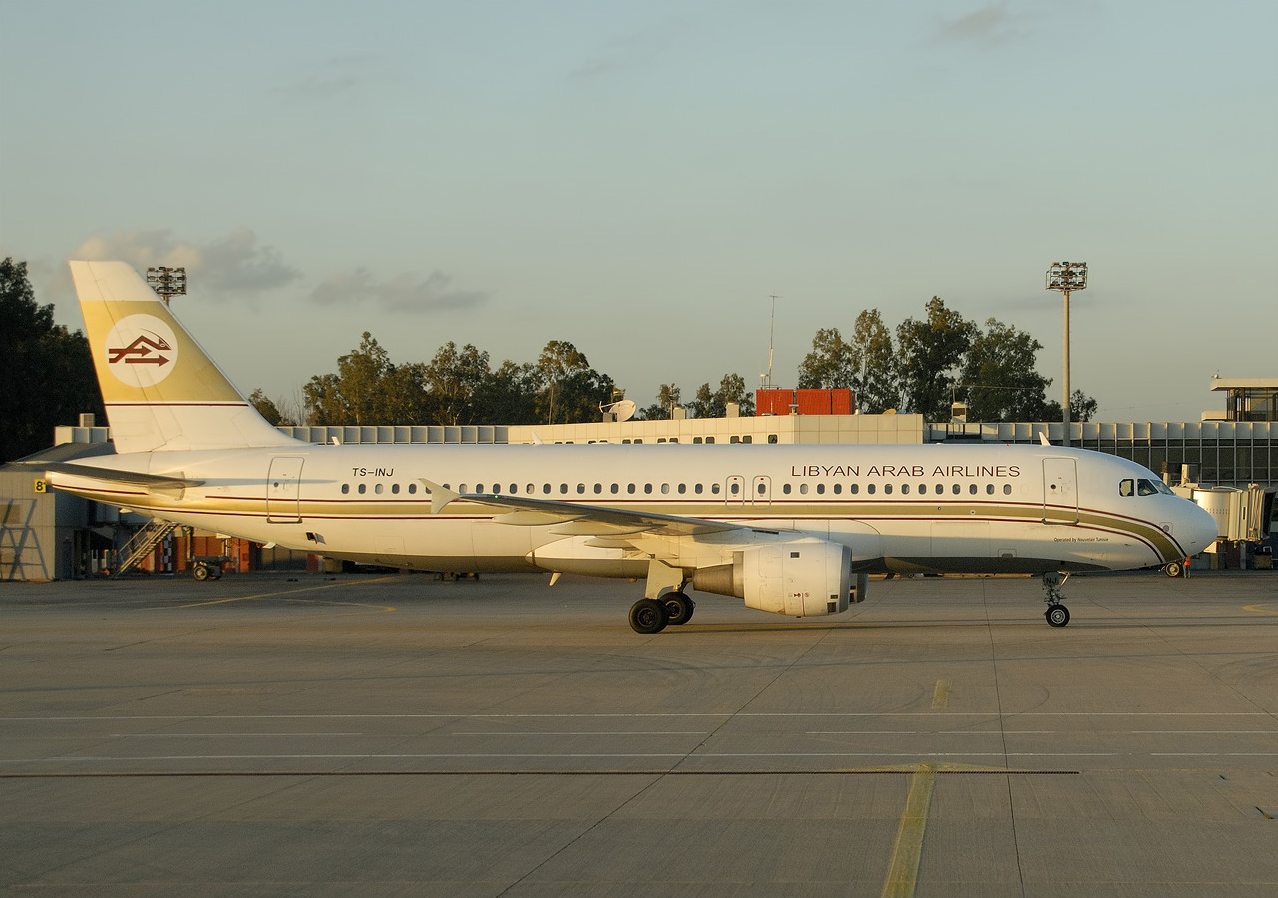
Un Airbus A320-200 della compagnia all'Aeroporto di Tripoli nel 2006.

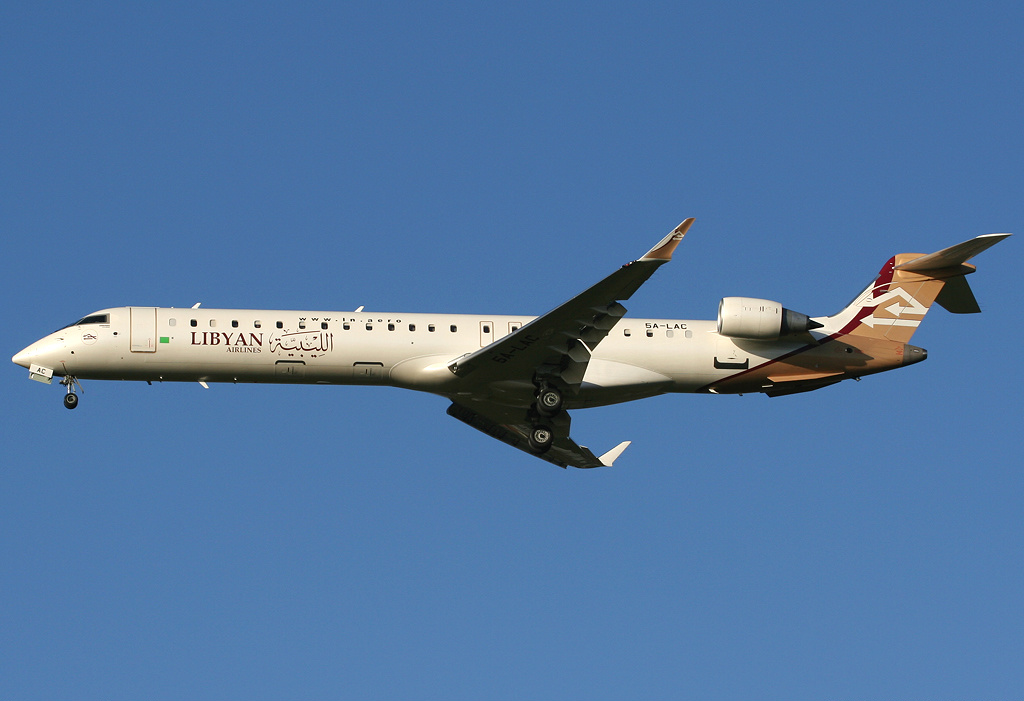
Un Bombardier CRJ900LR della compagnia all'Aeroporto di Manchester nel 2008.

Ad agosto 2019 la flotta di Libyan Airways è composta dai seguenti aeromobili:
| Aereo               | In flotta | Ordini | Note |
| ------------------- | --------- | ------ | ---- |
| Airbus A320-200     | 6         | -      |      |
| Airbus A330-200     | 3         | -      |      |
| Airbus A350-900     | -         | 6      |      |
| Bombardier CRJ900LR | 4         | -      |      |
| Totale              | 14        | 6      |      |

### Flotta Storica

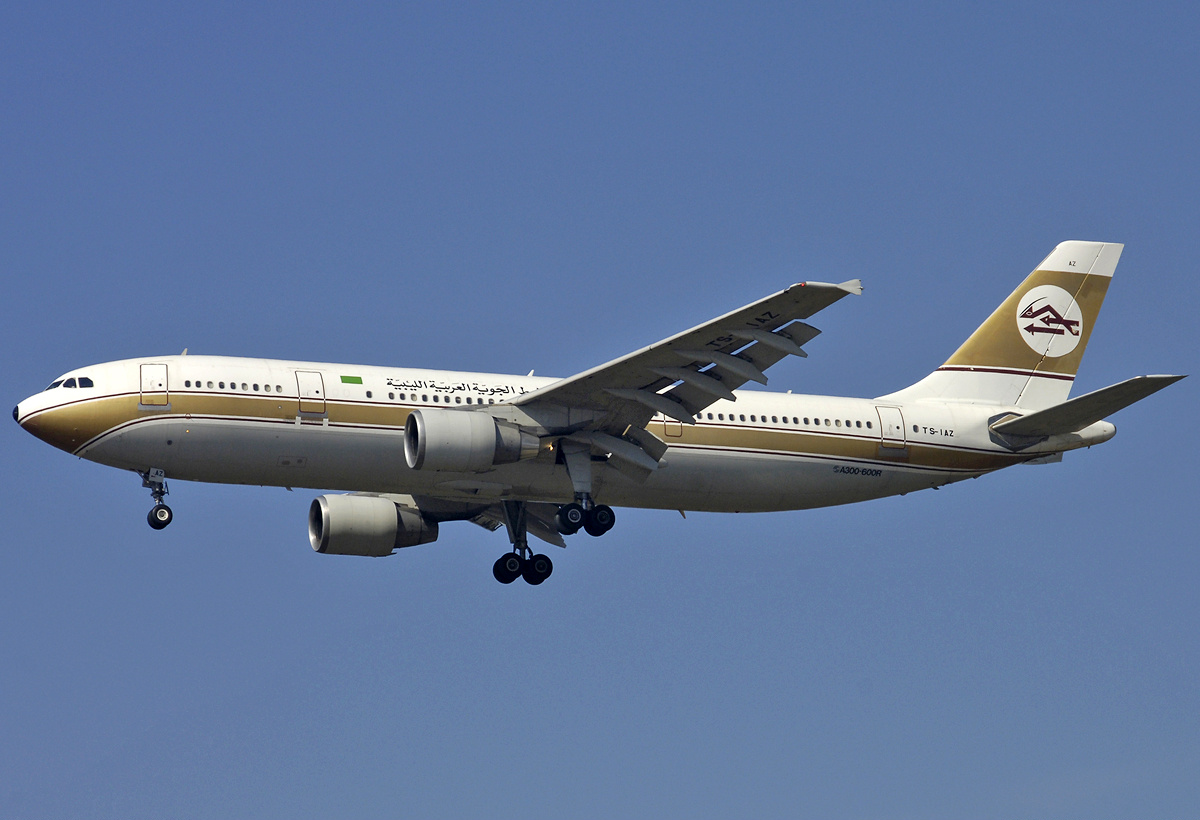
Un ex Airbus A300 della compagnia all'Aeroporto di Roma-Fiumicino nel 2006.

Libyan Airways operava in precedenza con I seguenti aeromobili:
- Airbus A300
- Airbus A310
- ATR 42-500
- Boeing 707
- Boeing 727-200
- Boeing 737-200
- Boeing 747-200
- Douglas DC-8
- Fokker F100
- Lockheed L-1011 TriStar

## Incidenti

### Incidenti mortali
- Il 21 febbraio 1973, il Volo Libyan Arab Airlines 114, decollato da Tripoli e diretto al Cairo, operato da un Boeing 727-200 (immatricolato 5A-DAH), fu abbattuto da un aereo da caccia israeliano perché ritenuto un aereo da attacco militare straniero. Tra le 113 persone a bordo, solo un membro dell'equipaggio e quattro passeggeri sopravvissero al successivo atterraggio di emergenza nel deserto vicino a Ismailia.[61]

- Il 2 dicembre 1977, un Tupolev Tu-154 (immatricolato LZ-BTN), noleggiato da Balkan Bulgarian Airlines per un volo Hajj da Gedda a Bengasi, si schiantò nei pressi dell'aeroporto di Benina a causa dell'esaurimento del carburante. L'aereo stava sorvolando l'aeroporto poiché non poteva atterrare a causa della fitta nebbia e non era possibile raggiungere in tempo una pista di atterraggio alternativa. 59 dei 159 passeggeri persero la vita nell'incidente, mentre tutti i sei membri dell'equipaggio sopravvissero.[62]

- Il 22 dicembre 1992, il Volo Libyan Arab Airlines 1103, un Boeing 727-200 (immatricolato 5A-DIA), si disintegrò durante l'avvicinamento all'aeroporto internazionale di Tripoli. La versione ufficiale del governo disse che ci fu una collisione in volo tra il Boeing 727 e un MiG-23 dell'Aeronautica Militare libica sopra Tripoli. Entrambi gli aerei furono distrutti nell'incidente, uccidendo tutte le 157 persone a bordo del Boeing. Tuttavia, i due piloti del MiG-23 si eiettarono dall'aereo e si salvarono.[63] L'evento è tuttora il peggior incidente nella storia della compagnia aerea.

### Incidenti non mortali
- Il 28 novembre 1981, un Fokker F27 di Libyan Airways (immatricolato 5A-DBE) fu danneggiato irreparabilmente in un atterraggio di emergenza nel deserto nei pressi di Kufra, resosi necessario poiché l'aereo aveva esaurito il carburante.[64]
- Il 6 giugno 1989, un Fokker F27 (immatricolato 5A-DDV) subì un guasto al motore poco dopo il decollo dall'aeroporto di Zalla per un volo diretto a Tripoli. L'equipaggio tentò di rientrare all'aeroporto, ma dovette invece effettuare un atterraggio di emergenza nel deserto, durante il quale l'aereo fu distrutto. I 36 passeggeri e i tre membri dell'equipaggio sopravvissero allo schianto.[65]
- Il 7 dicembre 1991, un Boeing 707 della compagnia (immatricolato 5A-DJT) si schiantò in fase di decollo all'aeroporto internazionale di Tripoli. Non ci furono vittime tra i 189 passeggeri e i dieci membri dell'equipaggio a bordo.[66]

### Eventi bellici
Diversi velivoli della compagnia furono distrutti a causa di eventi bellici: 
- Il 5 giugno 1967, durante la Guerra dei Sei Giorni, un Learjet 23 della Kingdom of Libya Airlines (immatricolato 5A-DAD), parcheggiato all'aeroporto internazionale di Damasco, fu distrutto in un raid aereo israeliano.[67]
- Il 15 aprile 1986, un Fokker F27 di Libyan Airways (immatricolato 5A-DLP) fu distrutto all'aeroporto internazionale di Benina durante il bombardamento statunitense dell'aeroporto nell'ambito dell'operazione El Dorado Canyon.[68]
- Il 25 agosto 2011, durante la guerra civile libica, un Airbus A300-600 della compagnia (immatricolato 5A-DLZ) fu distrutto durante dei combattimenti all'aeroporto internazionale di Tripoli.[69][70]
- Il 15 luglio 2014, un Airbus A330-200 di Libyan Aiways (immatricolato 5A-LAS) subì danni sostanziali alla fusoliera durante dei combattimenti all'aeroporto internazionale di Tripoli. L'aereo è tuttora accantonato.[71]
- Il 20 luglio 2014, un Bombardier CRJ900 della compagnia (immatricolato 5A-LAL) fu distrutto durante dei combattimenti all'aeroporto internazionale di Tripoli.[72]

### Dirottamenti
- Il 6 luglio 1976, un Boeing 727-200 della compagnia fu dirottato durante un volo da Tripoli a Bengasi e costretto ad atterrare all'aeroporto di Palma di Maiorca, dove il dirottatore si arrese e fu arrestato.
- Il 24 agosto 1979, un altro Boeing 727-200 fu costretto a deviare dalla rotta Bengasi-Tripoli e ad atterrare a Larnaca.[73]
- Il 16 ottobre 1979, un volo nazionale da Hun a Tripoli fu dirottato da tre passeggeri, che costrinsero il Fokker F27 (immatricolato 5A-DDU) a dirottare su Malta. Dopo due giorni dall'atterraggio all'aeroporto di Luqa, i dirottatori si arresero.[74]
- Il 7 dicembre 1981, il volo di Libyan Airways da Zurigo a Tripoli fu dirottato da tre persone che volevano liberare dei prigionieri politici. Il Boeing 727-200 fu dirottato a Beirut, dove i dirottatori si consegnarono.[75]
- Il 20 febbraio 1983, il volo Libyan Airways 484 fu dirottato durante un volo da Sebha a Bengasi. I due dirottatori costrinsero il Boeing 727-200 (immatricolato 5A-DII) ad atterrare a Malta e si arresero tre giorni dopo.[76]
- Sempre nel 1983, il 22 giugno, un Boeing 707 della compagnia fu dirottato durante un volo da Atene a Tripoli da due passeggeri che chiedevano di essere trasportati in Iran. Durante i negoziati, l'aereo fu condotto prima a Roma e poi a Larnaca, dove i dirottatori si arresero.[77]